# Park Narodowy Majan Charod
Park Narodowy Majan Charod (hebr. גן לאומי מעיין חרוד; ang. Ma‘ayan Harod National Park) – park narodowy położony w Dolinie Charod u podnóża Wzgórz Gilboa na północy Izraela.

## Położenie
Park narodowy Majan Charod jest położony na wysokości od 25 metrów p.p.m. do 50 metrów n.p.m. w południowo-zachodniej części Doliny Charod, na północy Izraela. Teren parku obejmuje źródła rzeki Charod, które są położone na zboczach Wzgórz Gilboa. Wznosi się tutaj szczyt Ma’ale Nurit (131 m n.p.m.). Teren położony na północ i wschód od parku jest płaski, a rzeka Charod spływa w kierunku wschodnim do depresji Doliny Jordanu. W bezpośrednim sąsiedztwie parku znajduje się wieś Gidona.

## Historia
Źródła rzeki Charod są wspomniane w Biblii, jako miejsce w którym obozował Gedeon przed bitwą z Madianitami. Według tradycji Gedeon zatrzymał się wraz ze swoimi wojownikami u źródeł strumienia wypływającego z jaskini położonej na zboczach góry. Poprosił ich, aby napili się wody ze strumienia. Następnie pozostawił przy sobie 300 wojowników, z którymi przystąpił do bitwy zakończonej zwycięstwem Izraela.
W średniowieczu doszło tutaj do bitwy między krzyżowcami a muzułmanami, a w 1260 roku do bitwy pod Ajn Dżalut między muzułmanami a Mongołami.
Po I wojnie światowej w 1918 roku cała Palestyna przeszła pod panowanie Brytyjczyków, który w 1921 roku utworzyli Brytyjski Mandat Palestyny. Umożliwiło to rozwój osadnictwa żydowskiego w Palestynie. W latach 20. XX wieku żydowskie organizacje syjonistyczne zaczęły wykupywać grunty w Dolinie Charod. W działalności tej zasłynął Jehoszua Chankin. Gdy w 1945 roku zmarł, jego grobowiec wzniesiono właśnie tutaj. W 1949 roku blisko źródeł Charod założono moszaw Gidona, przekształcony później w wieś komunalną o tej samej nazwie.

## Park narodowy
Park narodowy utworzono w dniu 13 czerwca 1968 roku dla ochrony źródeł strumienia Charod oraz uczczenia historii osadnictwa żydowskiego w tym rejonie. Zajmuje on powierzchnię 1135,91 hektarów. Strumień Charod wypływa z „Jaskini Gedeona” i spływa do doliny trawiastymi zboczami. U podnóża wzgórz zbudowano duży basen kąpielowy, wokół którego rośnie bujna roślinność.
Na zboczu powyżej źródeł znajduje się grobowiec Jehoszua Chankina i jego żony. W ich dawnym domu urządzono Muzeum Chankina, w którym można zapoznać się z historią osadnictwa żydowskiego w rejonie. Sprzed muzeum rozciąga się panorama na dolinę.

### Turystyka
Czas zwiedzania parku wynosi około 1 godziny. Czysta źródlana woda sprawia, że tutejszy basen jest popularnym miejscem wypoczynku i kąpieli, zwłaszcza podczas upalnych letnich dni. Wokół urządzono tereny rekreacyjne ze stołami piknikowymi, placami zabaw i boiskami sportowymi. Istnieje możliwość wynajęcia pokoi noclegowych na terenie parku. W tutejszym amfiteatrze organizowane są koncerty. Park jest dogodnym punktem wyjściowym do pieszych wędrówek po Wzgórzach Gilboa. Ze szczytu góry Har Sza’ul (302 m n.p.m.) rozciąga się rozległa panorama na całą okolicę. Wzgórza Gilboa są popularnym miejscem uprawiania paralotniarstwa.

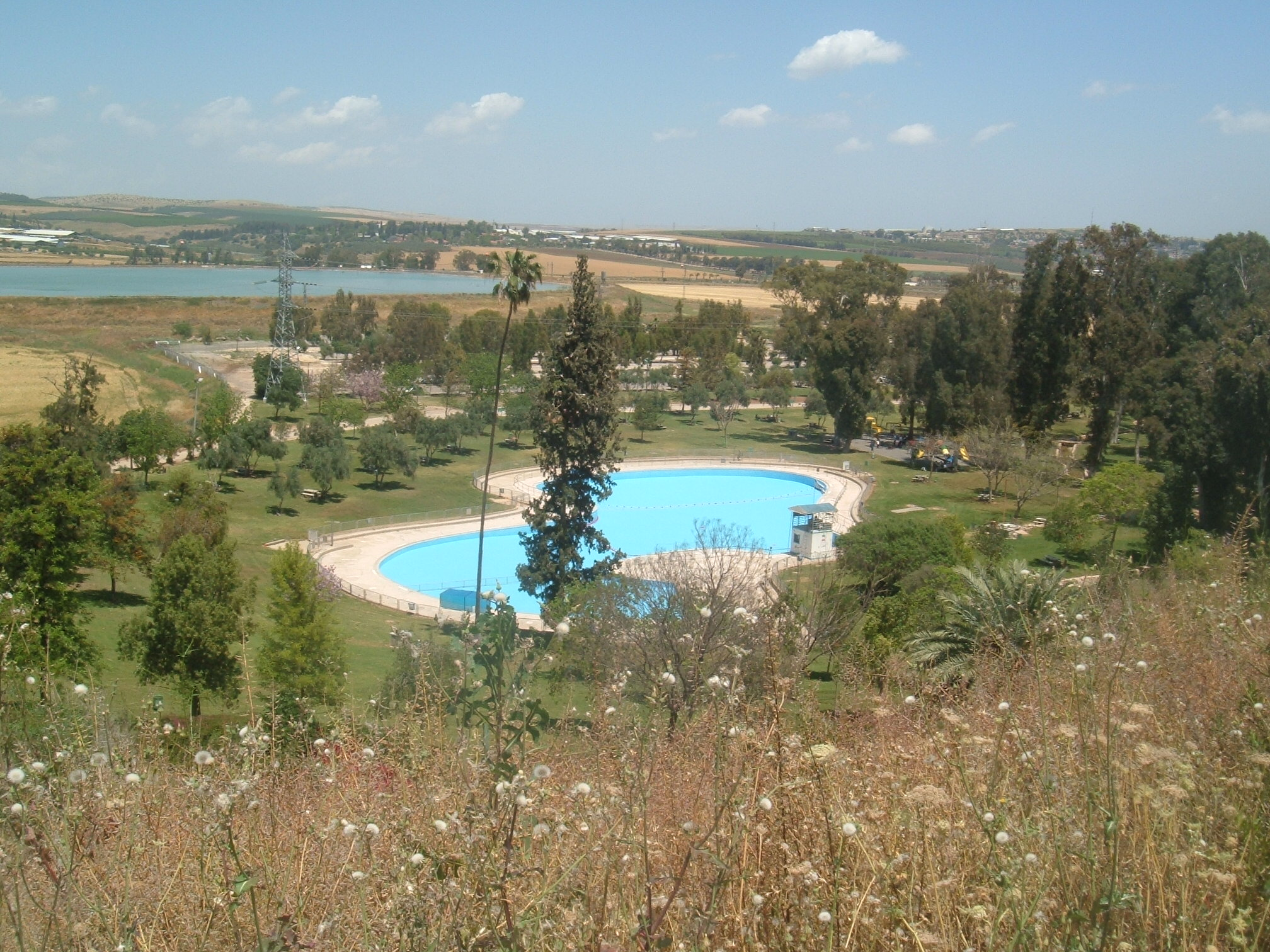
Park Narodowy Majan Charod